# Rebels Motorcycle Club
Rebels Motorcykelklubb är en motorcykelklubb i Australien med cirka 70 avdelningar och 2 000+ medlemmar över hela landet vilket gör den till den största klubben i landet. Det grundades av Clint Jacks i Brisbane, Queensland 1969 och kallades ursprungligen "Confederates". Deras insignier är en konfedererad flagga med en hjälmburen skalle och 1% lapp i mitten. Den australiensiska regeringen och brottsbekämpning anser rebellerna som en kriminell organisation men klubben påstår sig vara en grupp motorcykelentusiaster snarare än gangster.
Rebels MC är ettablerade i Australien, Kambodja, Kanada, Costa Rica, England, Fiji, Tyskland, Grekland, Indonesien, Italien, Japan, Laos, Libanon, Malta, Nya Zeeland, Filippinerna, Singapore, Spanien, Sverige, Thailand, USA, Ryssland.